# SD GUNDAM外傳系列
「SD鋼彈外傳」，又稱「騎士鋼彈系列」，是SD鋼彈三大系列中，以歐洲中世紀的騎士為藍本，發展出來的獨立作品，與三大系列的「武者」、「司令戰記」齊名。由1989年「吉翁萬歲編」延續至1996年「鎧鬥神戰記」為止，涉及的商品包括元祖SD GUNDAM模型、萬變卡、電玩遊戲等等多個範疇。

## 96年以後的發展
2007年，在本系列中斷七年後，於Hobby Japan中連載的「武者烈傳．零」小說短篇「銀狼之章」，騎士鋼彈以新設計型態再次出場，並大受歡迎，除於同年推出的手辦模型外，08年12月更作為SD鋼彈超合金系列「SDX」的首款商品化角色。此外，為配合Carddass復刻，更為「初代圓桌騎士團」進行最後一員角色設計徵募。

## 其他資料
武者、騎士、司令戰記三大系列，偶然會有角色橫跨其他作品的情況出現，也是SD鋼彈系列一大特色。其中在「SD戰國傳 武者七人眾篇」中出現的「頑馱無真惡參」，其善與惡之心一分為二，分別成為拯救及征服拉古羅亞的騎士及煞旦鋼彈。最後兩人二合為一，成為貫穿全系列中、作為最強之神「超越之龍」（Superior Dragon）而其他類似例子，分別有：
1.出現在SD GUNDAM外傳 聖機兵物語的吟遊騎士Red Warrior，其子孫是司令戰記系列「GUNDAM FORCE」裡出場的海賊騎士Red Warrior。
2.「SD戰國傳 地上最強篇」影舞亂夢的赤龍頑馱無，與SD鋼彈外傳 圓桌騎士編的麗騎士是舊相識。
3.「SD戰國傳 超機動大將軍篇」中的武者鷺主，其所用聖劍是授自SD GUNDAM外傳 圓桌騎士編的國王鋼彈二世。
4.「SD GUNDAM外傳 聖龍物語」的角色騎士司令鋼彈，既是初代圓桌騎士團一員，也是「G-ARMS」最高司令官、司令鋼彈。
5.在「新鋼彈FORCE グレートパンクラチオン 」中，曾出現聖騎士零鋼彈，是「SD鋼彈外傳 聖龍物語」主角魔龍劍士零鋼彈的子孫。
6.武者烈傳．零及武者烈傳 舞化武可篇中出場的角色銳驅主，被再次來到天宮之國的祖先騎士鋼彈打敗，變成拔刀武者逆伐。

## 系列
SD GUNDAM外傳
- SD GUNDAM外傳 吉翁萬歲編
- SD GUNDAM外傳 圓桌騎士編
- SD GUNDAM外傳 聖機兵物語
- SD GUNDAM外傳 機甲神傳說

新SD GUNDAM外傳
- SD GUNDAM外傳 聖龍物語
- 新SD GUNDAM外傳 黃金神話
- 新SD GUNDAM外傳 鎧鬥神戰記

新約SD GUNDAM外傳
- 新約SD GUNDAM外傳 救世騎士傳承
- 新約SD GUNDAM外傳 新世聖誕傳説
- 新約SD GUNDAM外傳 創世超龍譚
- 新約SD GUNDAM外傳 騎士王物語

SD GUNDAM外傳NEO
- SD GUNDAM外傳NEO 禁忌魔法

## 遊戲
- 《SD GUNDAM外傳 騎士GUNDAM物語》（FC）1990年
- 《SD GUNDAM外傳 拉克羅亞的英雄》（GB）1990年
- 《SD GUNDAM外傳 騎士GUNDAM物語 大遺産》（SFC）1991年
- 《SD GUNDAM外傳 騎士GUNDAM物語2 光之騎士》（FC）1991年
- 《SD GUNDAM外傳 騎士GUNDAM物語3 傳説的騎士團》（FC）1992年
- 《SD GUNDAM外傳2 圓桌騎士》（SFC）1992年
- 《新SD GUNDAM外傳 騎士GUNDAM物語》（GB）1994年

## 製作人員
- 橫井孝二
- 今石進
- 寺島慎也
- 星野龍一
- 時田洸一

## 設定資料書籍
1. Hobby Japan編集部。《SDGUNDAM目錄 SD世界編》。日本：Hobby Japan，2006年。
2. COMIC BOMBOM編集部。《SDGUNDAM編年史 SD戰國傳武者英雄譚》。日本：講談社，2007年。